# Bytharia angusticincta
Bytharia angusticincta är en fjärilsart som beskrevs av Louis Beethoven Prout 1920. Bytharia angusticincta ingår i släktet Bytharia och familjen mätare. Inga underarter finns listade i Catalogue of Life.